# Giorgi Seturidse
Giorgi Seturidse (georgisch გიორგი სეთურიძე; * 1. April 1985 in Tiflis) ist ein georgischer Fußballspieler.

## Laufbahn
Der Mittelfeldspieler begann seine Karriere bei Lokomotive Tiflis. Über FC Dinamo Batumi und Olimpi Rustawi wechselte er zu Sioni Bolnissi. In der Saison 2006/07 feierte Giorgi Seturidse sein Debüt in der georgischen Nationalmannschaft.
Zur Saison 2007/08 wechselte er nach Deutschland zum FC Carl Zeiss Jena, für den er allerdings nur ein Spiel in der 2. Fußball-Bundesliga bestritt. In der Saison 2008/09 spielte er wieder bei Olimpi Rustawi. Es folgten mit Standard Sumqayıt und Kapaz Ganja zwei Vereinsstationen in Aserbaidschan, ehe er 2011 wieder nach Georgien zurückkehrte.
Seit 2015 spielt er beim deutschen Oberligisten FC Einheit Rudolstadt.